# 대구부계초등학교 고매분교
대구부계초등학교 고매분교(大邱缶溪初等學校 高梅分校)는 대한민국 대구광역시 군위군에 있는 공립 초등학교이다.

## 학교 연혁
- 1936년 6월 6일 효령공립보통학교 부설 고매간이학교 설립 인가
- 1936년 6월 25일 고매간이학교 개교
- 1938년 4월 1일 효령공립심상소학교 부설 고매간이학교 개편
- 1941년 4월 1일 효령공립국민학교 고매분교 개편
- 1944년 4월 25일 고매국민학교 승격 분리
- 1996년 3월 1일 고매초등학교 개편
- 2002년 3월 1일 장군초등학교 폐교 및 본교 통폐합
- 2002년 3월 1일 초등 6학급, 병설유치원 1학급 편성
- 2005년 1월 15일 다목적교실 및 과학실 증축
- 2005년 3월 1일 특수학급(1학급) 신설
- 2007년 8월 1일 보도블럭, 교문수로 공사, 건물 외벽 페인트칠
- 2013년 3월 1일 제34대 권기종 교장 취임
- 2014년 2월 14일 제65회 졸업식(졸업생 누계 1,526명)
- 2024년 4월 25일 개교 80주년
- 2025년 6월 1일 대구부계초등학교 분교장 격하 편입[1]

## 참고 자료
- 대구부계초등학교 고매분교 - 한국교육학술정보원 학교알리미